# Moord op Elisabeth van Oostenrijk
De moord op Elisabeth van Oostenrijk vond plaats in Genève (Zwitserland) op 10 september 1898, toen de Italiaanse anarchist Luigi Lucheni de Oostenrijkse keizerin neerstak aan de oevers van het Meer van Genève.
Ten tijde van de moord verbleef de Oostenrijkse keizerin Sisi, toen 60 jaar oud, in het Hôtel Beau-Rivage in Genève, Zwitserland. Kort na de middag verliet ze het hotel samen met haar hofdame Irma gravin Sztáray von Sztára und Nagy-Mihály om aan boord te gaan van de stoomboot Genève richting Montreux. Moordenaar Lucheni liep voor hen uit en stormde op de keizerin af, om haar vervolgens neer te steken. De keizerin ging nog aan boord van de stoomboot maar werd later alsnog teruggebracht naar haar hotel, waar ze een klein uur later zou overlijden.

## Omstandigheden van de moord

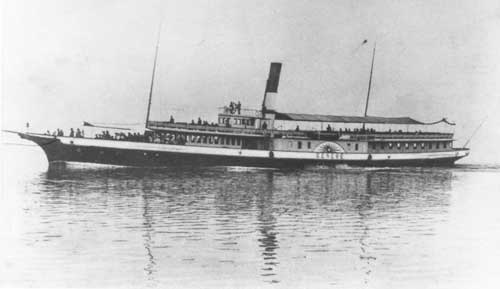
De stoomboot Genève.

Lucheni had aanvankelijk de hertog van Orléans willen vermoorden, maar de hertog was niet in Genève en Luigi had niet genoeg geld om naar Italië te reizen. Een krant had melding gemaakt van de aankomst van 'gravin Hohenembs', het incognito van de keizerin, in het hotel Beau-Rivage. Ze was daar op uitnodiging van de familie Rothschild. Dit krantenbericht was Lucheni niet ontgaan.
In september 1898 brachten keizerin Elisabeth 'Sisi' van Oostenrijk en haar hofdame Irma Sztáray een incognitobezoek aan de Zwitserse stad Genève. Op zaterdag 10 september 1898 besloten keizerin en haar hofdame om een wandeling te maken door de stad Genève en vervolgens de stoomboot te nemen van Genève naar Montreux. Nadat zij na de wandeling in de stad rond 13 uur opnieuw in het hotel Beau-Rivage arriveerden, maakten zij zich haastig klaar om de stoomboot naar Montreux te nemen die om 13.40 uur zou vertrekken. Om 13.35 uur verlieten zij opnieuw hun hotel en haastten zij zich naar de stoomboot Genève.

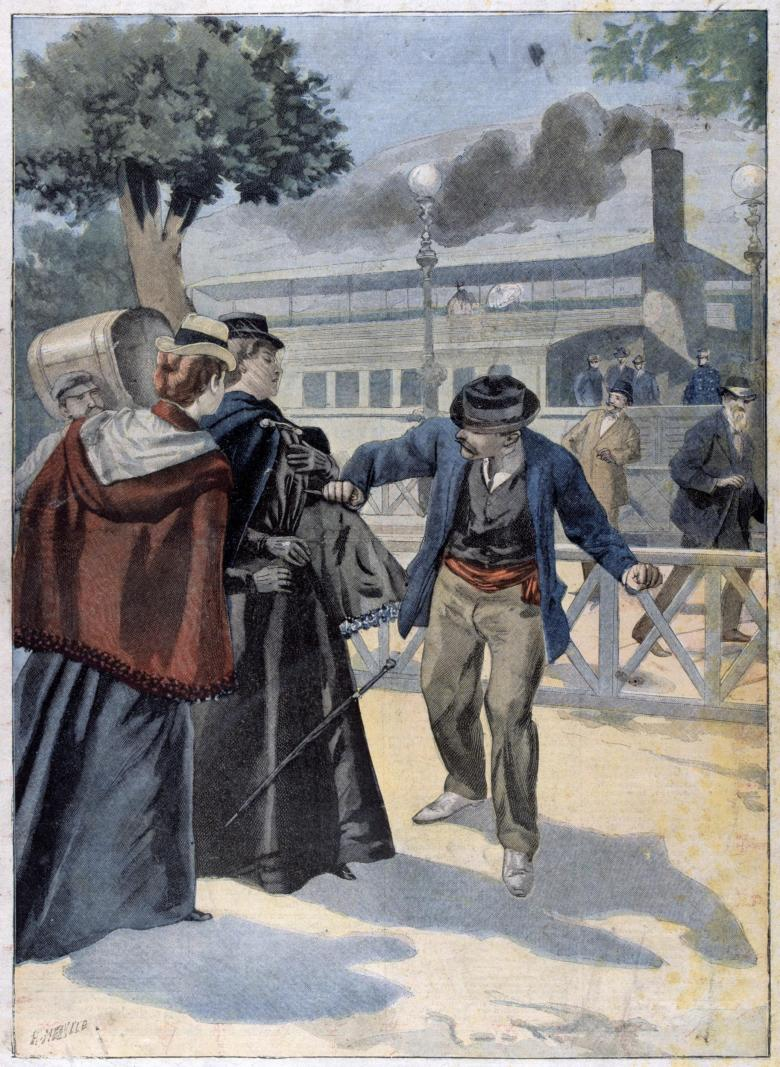
Tekening van de moordaanslag uit Le Petit Journal, 25 september 1898.

Op de oevers van het Meer van Genève liep de Italiaanse anarchist Luigi Lucheni plots op het gezelschap af en gaf hij de keizerin een steek met een naaldvijl. De keizerin viel neer en werd door haar hofdame en een koetsier recht geholpen. Aanvankelijk gaf de keizerin aan haar hofdame aan dat ze geen pijn voelde en weigerde ze naar het hotel terug te keren. Nadat de keizerin kort verder wandelde en arriveerde aan de stoomboot, gaf ze echter aan veel pijn te hebben. Op het dek van de stoomboot steunde de keizerin op Sztáray en viel zij bewusteloos naast haar neer. Hofdame Sztáray vroeg of er een arts op de stoomboot aanwezig was, maar dat bleek niet het geval te zijn, waardoor de keizerin zorgen kreeg toegediend van mevrouw Dardalle, een voormalige verpleegster, Gabriel Monet, de beheerder op de stoomboot, alsook van diens echtgenote en een Franse medepassagier met de naam Teisset. Rond 13.54 uur verloor de keizerin opnieuw het bewustzijn. Op dat moment merkte de hofdame de bloedende wonde op, waarop ze de identiteit van de keizerin kenbaar maakte en ze de kapitein opdroeg de stoomboot naar de kade te laten terugkeren. De stoomboot keerde terug naar de kade en aan boord werd een geïmproviseerde brancard gemaakt met onder meer een zeil en twee roeispanen. De keizerin werd nog overgebracht naar haar hotel. De twee opgeroepen artsen Mayer en Étienne Golay en een priester kwamen te laat om de keizerin nog te redden. Ze overleed in het hotel kort na 14 uur. Elisabeth was 44 jaar lang keizerin van Oostenrijk geweest.

## Na de moord

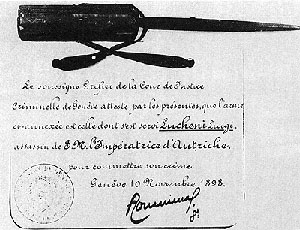
Het moordwapen.

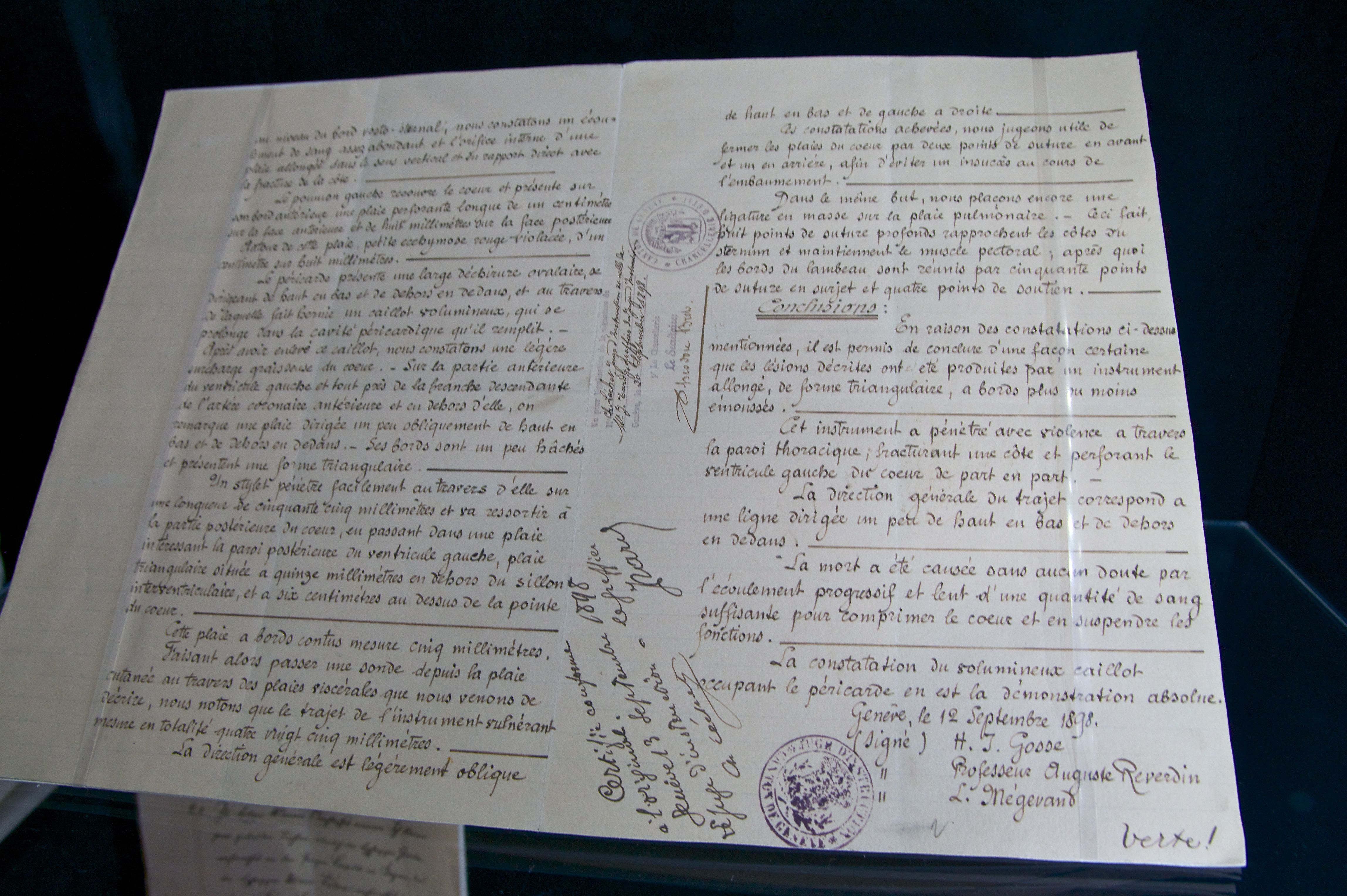
Het autopsieverslag van Auguste Reverdin.

Vanuit Zwitserland werd keizer Frans Jozef I van Oostenrijk via zijn adjudant Eduard von Paar per telegram op de hoogte gebracht van het overlijden van zijn echtgenote. Het telegram vroeg ook de toestemming aan de keizer om een autopsie uit te voeren. Frans Jozef antwoordde dat alle procedures die door de Zwitserse wet waren voorgeschreven, gevolgd moesten worden. 's Anderendaags ging de Geneefse medicus en hoogleraar Auguste Reverdin over tot de lijkschouwing. Hij ontdekte dat het moordwapen, dat nog niet teruggevonden was, een wonde van 85 mm had gemaakt, de thorax van de keizerin was doorgedrongen, de vierde rib had gebroken, de longen en het hartzakje had doorboord en het hart was binnengedrongen. Vanwege de scherpte en dunheid van de naaldvijl was de wonde zeer klein. Vanwege het strakke korset dat de keizerin droeg werd het kloppen van haar hart niet onmiddellijk belemmerd, wat de reden bleek waarom de keizerin na de aanval nog tot aan de stoomboot kon wandelen. De wonde werd gefotografeerd en deze foto werd overhandigd aan de Zwitserse gerechtelijke autoriteiten, die de foto evenwel lieten vernietigen op bevel van Frans Jozef, samen met andere autopsie-instrumenten.
Op de dinsdag na de moord werd het lijk van de keizerin officieel geïdentificeerd door gezanten van keizer Frans Jozef, waarna de driedubbele lijkkist van de keizerin werd verzegeld. Woensdagochtend werd het lijk van Elisabeth overgebracht naar het station Genève-Cornavin, alwaar het na een eerbetoon van de Bondsraad en de Staatsraad van Genève per trein werd overgebracht naar Wenen.

## Vervolging van de moordenaar

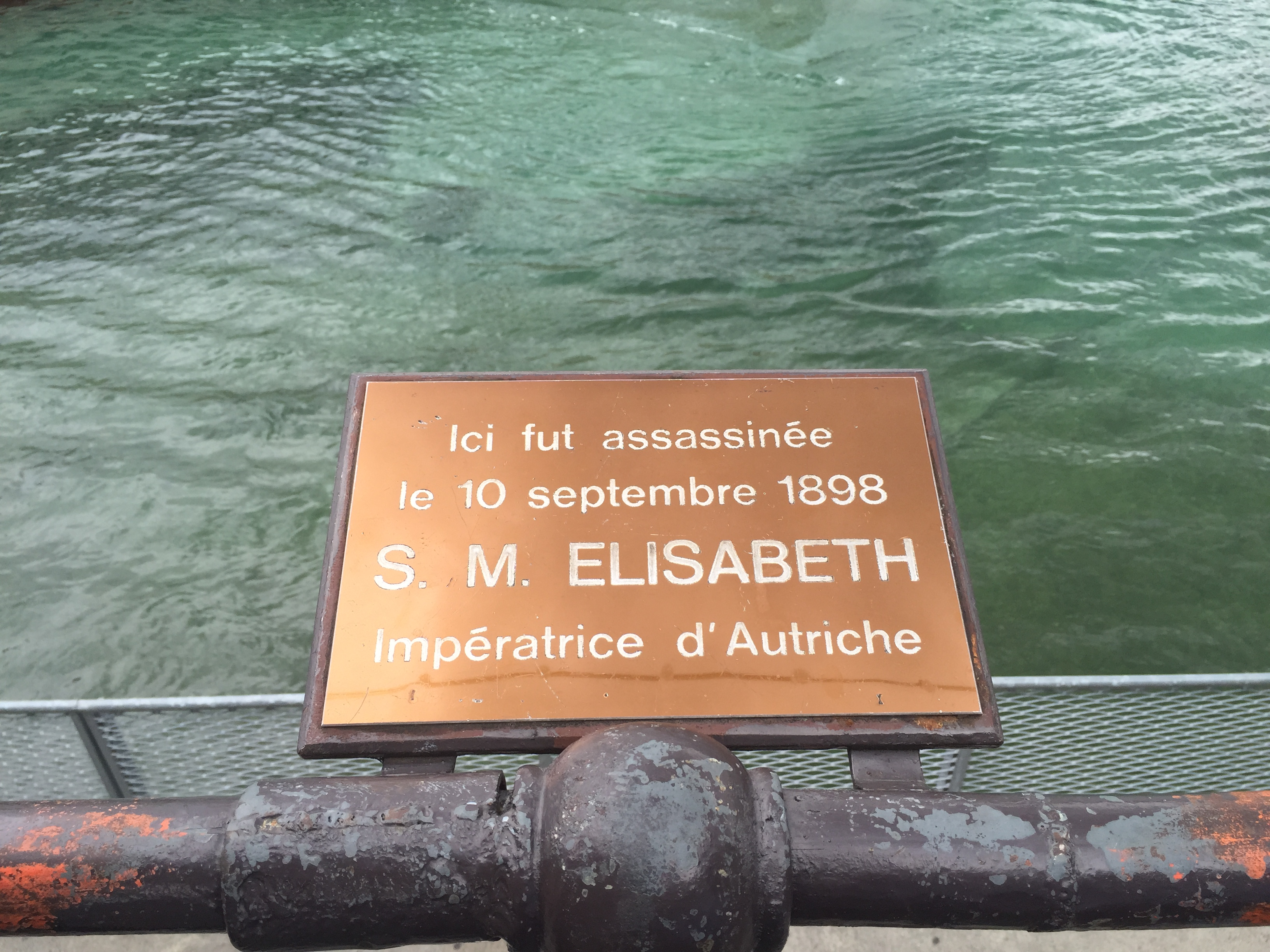
Een gedenkplaat op de plek van de moord.

Luigi Lucheni, de moordenaar van de keizerin, kon in de straten van Genève worden ingerekend door burgers en werd overgedragen aan de gerechtelijke autoriteiten. Lucheni zou de keizerin al verschillende dagen gevolgd hebben om het goede moment voor zijn aanslag af te wachten. 
De Bondsraad en de Zwitserse politie waren op de hoogte van het verblijf van de keizerin op Zwitsers grondgebied. Politiechef Virieux van het kanton Vaud stond in voor de bescherming van de keizerin, maar de keizerin had bezwaar gemaakt tegen de aanwezigheid van zijn manschappen aan het hotel waar ze verbleef.
Lucheni werd in oktober 1898 voor de rechter gebracht in Genève. Hij werd toerekeningsvatbaar verklaard en tot een levenslange gevangenisstraf veroordeeld voor gemeenrechtelijke moord en niet voor politieke moord. De doodstraf was op dat moment reeds afgeschaft in het kanton Genève. Na een eerste mislukte poging in 1900 benam Lucheni zich op 19 oktober 1910 in de gevangenis van het leven.

## Galerij

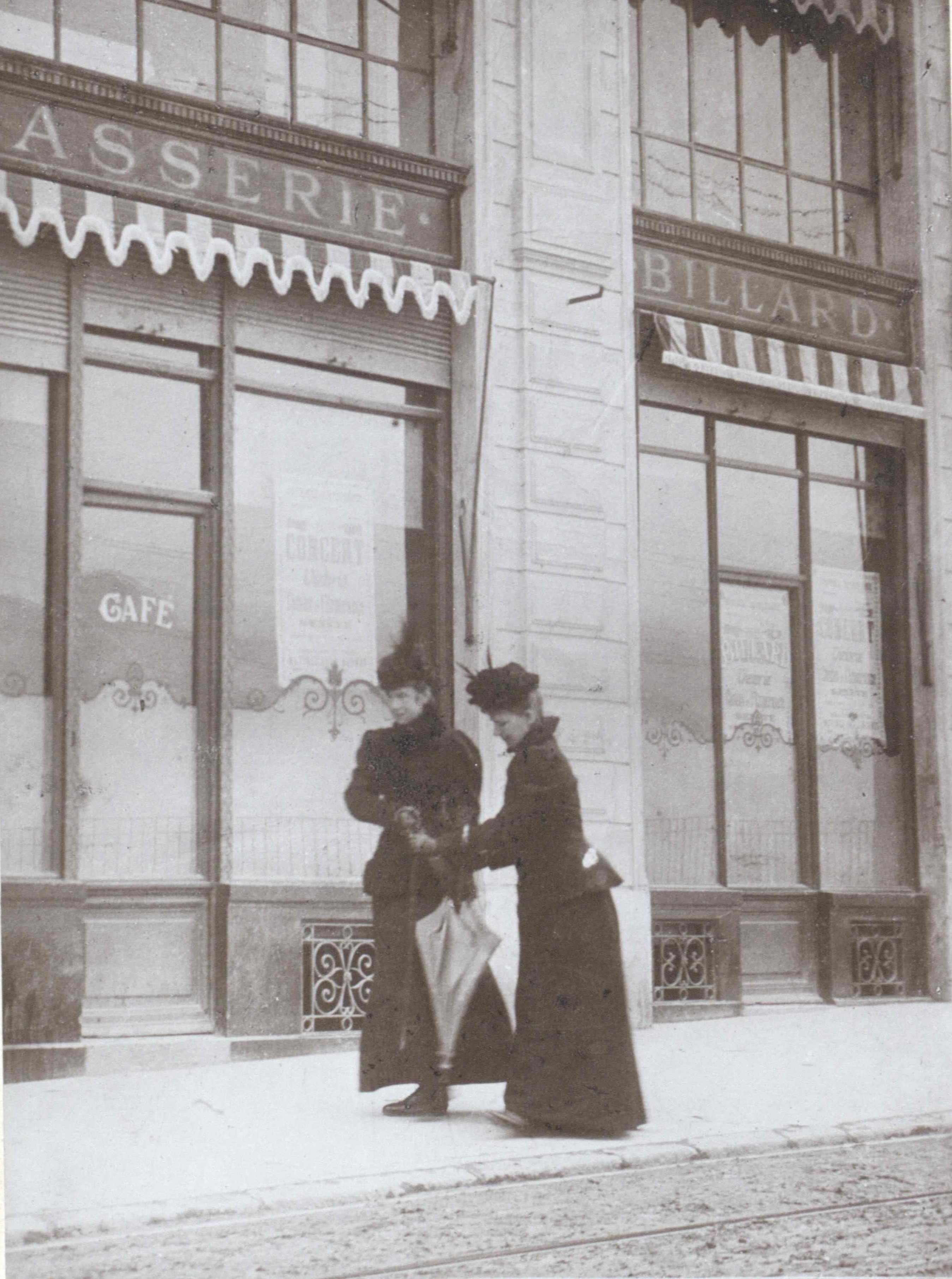
Laatste foto van Elisabeth in Territet (Montreux).
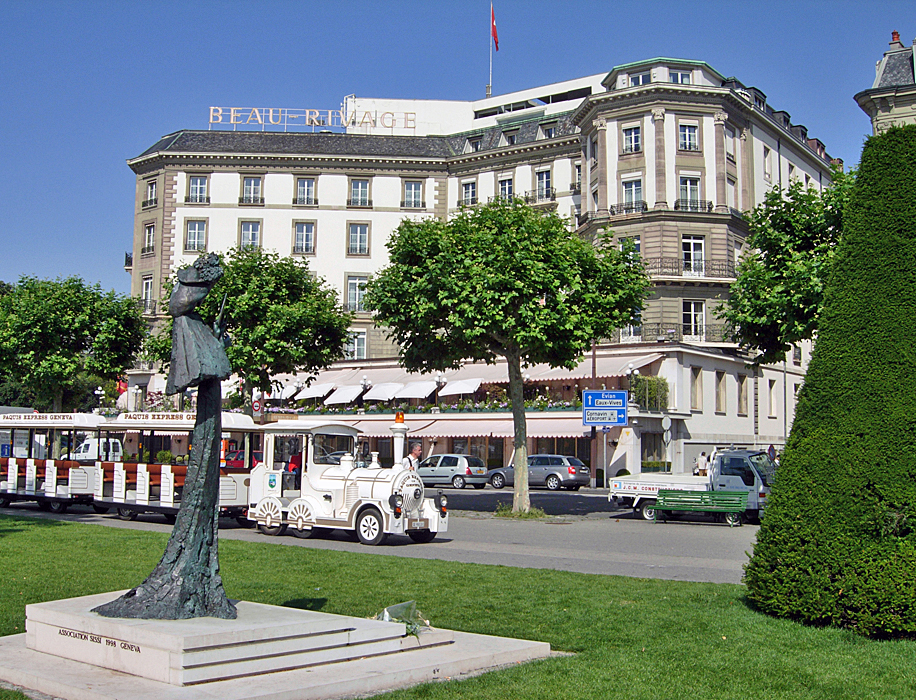
Het Hôtel Beau-Rivage in Genève, met op de voorgrond een standbeeld van de keizerin.
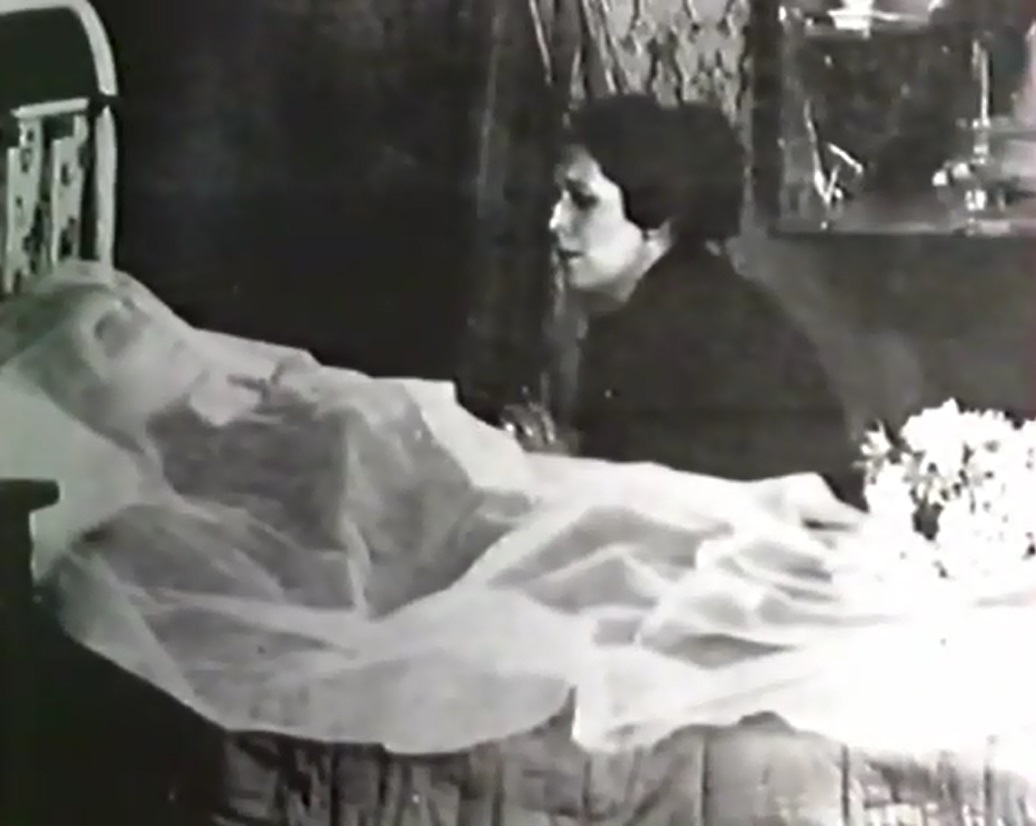
Doodsbed van Keizerin Elisabeth in Genève. Foto uit de film "Kaiserin Elisabeth von Österreich” (1921), de eerste film over haar leven met Carla Nelsen in de hoofdrol. De scene zou volledig overeenkomen met de historische gebeurtenis.
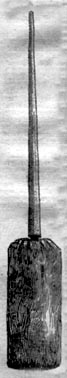
Het moordwapen.
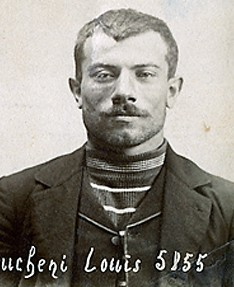
Luigi Lucheni.
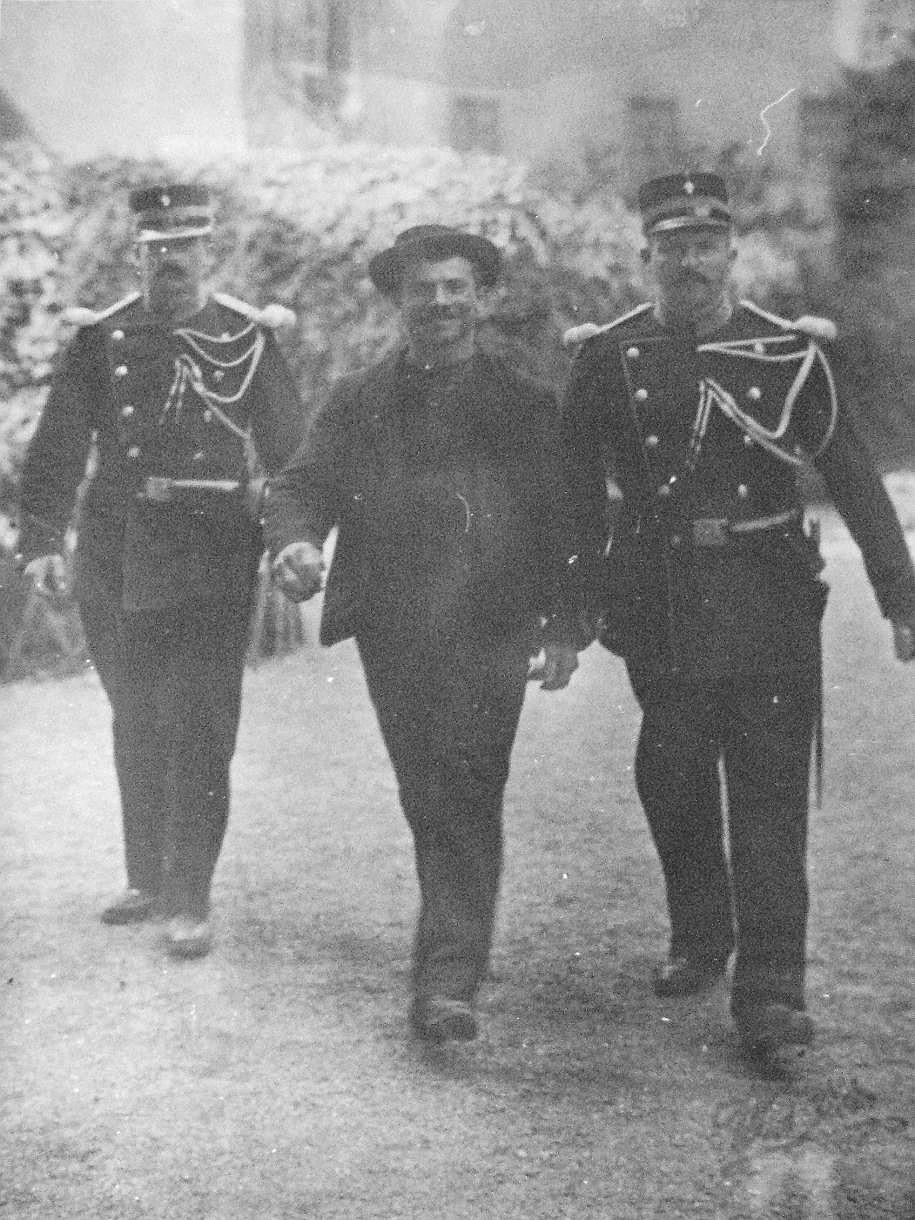
Een lachende Lucheni na zijn arrestatie.